# تئوفیل فراس
تئوفیل فراس (فرانسوی: Théophile Fras‎؛ زادهٔ ۱۲ اکتبر ۱۸۷۳) دوچرخه‌سوار اهل فرانسه است.